# De Klassieker

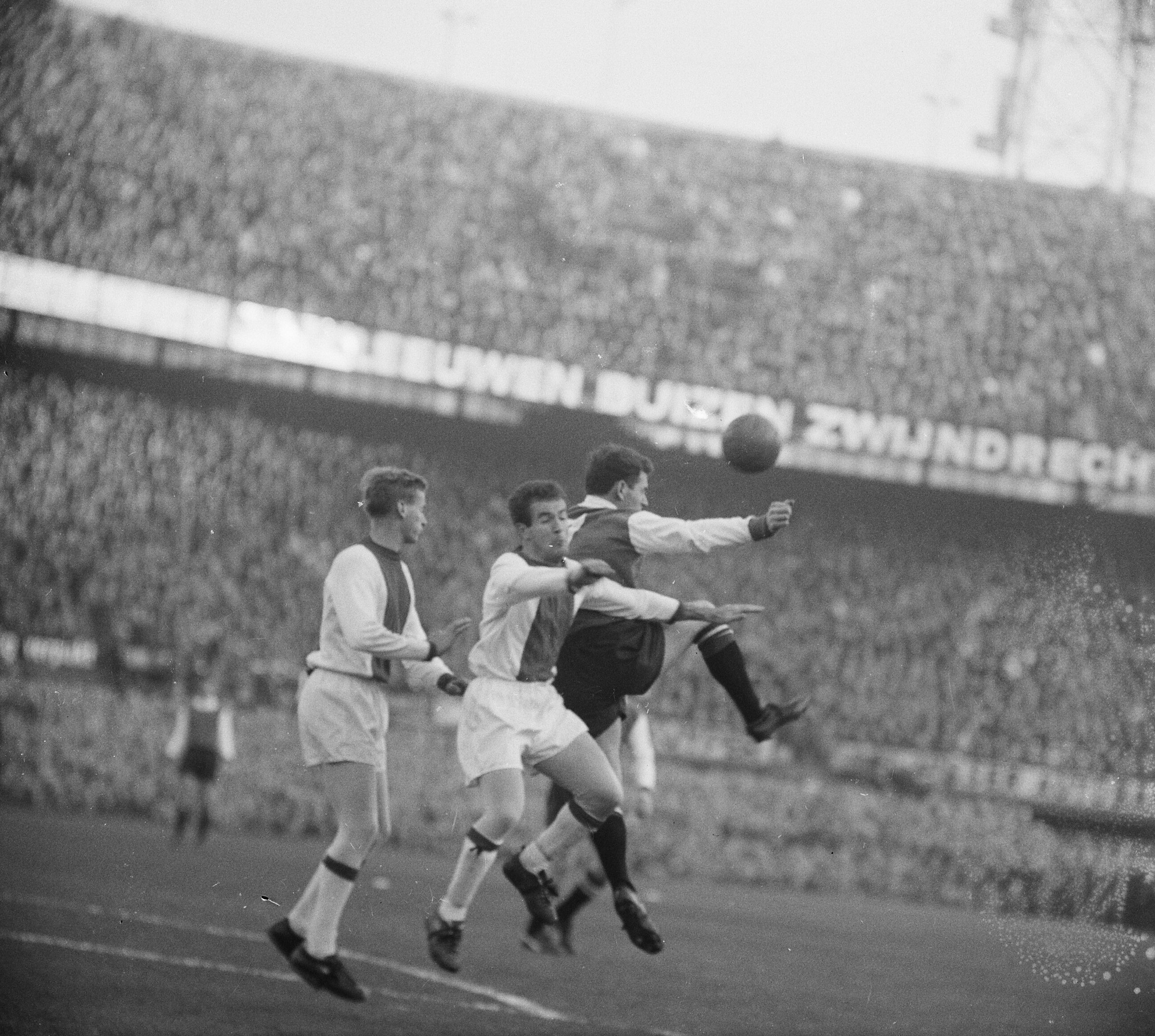
Duelo aéreo no Klassieker de 1966 em Roterdã

De Klassieker (em português:  O Clássico) é o nome dado ao confronto futebolístico entre os dois maiores times holandeses em termos de torcidas, o Amsterdamsche Football Club Ajax , mais conhecido como Ajax, sediado em Amsterdam e o Feyenoord Rotterdam, mais conhecido como Feyenoord, de Roterdão. Foi eleito o 50º maior clássico do mundo em 2008 pela revista britânica World Soccer.

## História
A primeira forma de rivalidade surgiu nas temporadas de 1917/18 e 1918/19 . Sob pressão de clubes da classe baixa, foi montada uma Eerste Klasse B, da qual o campeão pôde disputar o campeonato nacional. O então Eerste Klasse tinha vários clubes de futebol de elite mais antigos, incluindo Ajax, Sparta, HFC, HVV e HBS. Eles preferiram não se misturar com esses clubes inferiores, que incluíam Feyenoord, SVV, DFC e RFC. Esta Primeira Classe B logo não foi levada a sério pela elite estabelecida e foi chamada de Margarina de Primeira Classe . Neste período ainda não houve um encontro entre Ajax e Feyenoord, mas o tom foi estabelecido entre os clubes de elite mais antigos e os clubes da classe trabalhadora.
Em 1921, o Feyenoord foi promovido a Eerste Klasse West. A equipa de Amesterdã joga nesta categoria desde 1911 e já foi campeã nacional em 1918 e 1919. A partir da temporada 1921/22, os dois clubes jogaram-se um contra o outro e foi criado o De Klassieker.
A primeira reunião com o Ajax ocorreu em 9 de outubro de 1921. Havia muito o que fazer em torno desta partida, que foi disputada em Rotterdam. A partida terminou em 2 a 3, mas após protestos do Feyenoord, o resultado foi oficialmente estabelecido em 2 a 2. O Feyenoord terminou a temporada em segundo lugar, atrás do Blauw-Wit, mas à frente do Ajax com 1 ponto de diferença. O primeiro campeonato nacional para os Rotterdammers aconteceu em 1924. Sempre houve rivalidade entre os dois clubes, o que provavelmente decorre da rivalidade e das diferenças entre Amsterdã e Roterdã, as duas maiores cidades da Holanda.
O maior número de visitantes de sempre no De Klassieker foi em 2 de novembro de 1969, quando 65 150 espectadores Feyenoord venceram por 1-0 o Ajax em Estádio De Kuip. Como as vagas no Kuip foram removidas, esse número não pode ser igualado nos estádios atuais. Além disso, o clássico quase sempre garante gols, pois só fez 0 a 0 duas vezes. Isso foi em 28 de outubro de 1978 em Amsterdã e em 25 de janeiro de 2015 em Johan Cruijff Arena.

## Dados

### Maiores artilheiros
- Atualizado até 17 de Janeiro de 2021

| #.  | Jogador               | Nacionalidade | Clube                   | Gols |
| --- | --------------------- | ------------- | ----------------------- | ---- |
| 1.  | Sjaak Swart           | Países Baixos | Ajax (18)               | 18   |
| 2.  | Cor van der Gijp      | Países Baixos | Feyenoord (14)          | 14   |
| 3.  | Piet van Reenen       | Países Baixos | Ajax (12)               | 12   |
| 3.  | Jari Litmanen         | Finlândia     | Ajax (12)               | 12   |
| 5.  | Ruud Geels            | Países Baixos | Ajax (10) Feyenoord (1) | 11   |
| 5.  | Henk Groot            | Países Baixos | Ajax (9) Feyenoord (2)  | 11   |
| 6.  | Klaas-Jan Huntelaar   | Países Baixos | Ajax (10)               | 10   |
| 7.  | Jaap Barendregt       | Países Baixos | Feyenoord (9)           | 9    |
| 7.  | Marco van Basten      | Países Baixos | Ajax (9)                | 9    |
| 7.  | Johan Cruijff         | Países Baixos | Ajax (8) Feyenoord (1)  | 9    |
| 11. | Erwin van Wijngaarden | Países Baixos | Ajax (8)                | 8    |
| 11. | Peter Houtman         | Países Baixos | Feyenoord (8)           | 8    |
| 11. | Dirk Kuyt             | Países Baixos | Feyenoord (8)           | 8    |
| 14. | Siem de Jong          | Países Baixos | Ajax (7)                | 7    |
| 14. | Ronald de Boer        | Países Baixos | Ajax (7)                | 7    |
| 14. | Henk Schouten         | Países Baixos | Feyenoord (7)           | 7    |
| 14. | Jon Dahl Tomasson     | Dinamarca     | Feyenoord (7)           | 7    |

### Jogos com 8 ou mais gols
| Gols | Resultado          | Data                    |
| ---- | ------------------ | ----------------------- |
| 14   | Feyenoord 9–5 Ajax | 28 de agosto de 1960    |
| 13   | Feyenoord 9–4 Ajax | 29 de novembro de 1964  |
| 10   | Feyenoord 7–3 Ajax | 11 de novembro de 1956  |
| 10   | Ajax 8–2 Feyenoord | 18 de septembro de 1983 |
| 9    | Feyenoord 3–6 Ajax | 14 de junho de 1963     |
| 8    | Ajax 7–1 Feyenoord | 8 de outubro de 1933    |
| 8    | Feyenoord 5–3 Ajax | 10 de novembro de 1946  |
| 8    | Feyenoord 6–2 Ajax | 27 de janeiro de 2019   |

## Títulos
Listagem de títulos conquistados por Ajax e Feyenoord nas competições oficiais, a nível nacional e internacional.
| Competições Internacionais                      | Ajax | Feyenoord |
| ----------------------------------------------- | ---- | --------- |
| Mundial de Clubes da FIFA/Taça Intercontinental | 2    | 1         |
| Liga dos Campeões                               | 4    | 1         |
| Liga Europa                                     | 1    | 2         |
| Recopa Europeia                                 | 1    | 0         |
| Supercopa da UEFA                               | 2    | 0         |
| Total Internacional                             | 10   | 4         |
| Competições Nacionais                           | Ajax | Feyenoord |
| Campeonato Holandês                             | 36   | 16        |
| Copa dos Países Baixos                          | 20   | 13        |
| Supercopa dos Países Baixos                     | 9    | 4         |
| Total Nacional                                  | 64   | 33        |
| TOTAL                                           | 75   | 37        |